# Биобио (регион)
Биобио (на испански: Biobío) е един от 15-те региона на южноамериканската държава Чили. Регионът е разположен в северната част на страната на Тихия океан. Населението е 2 037 414 жители (по преброяване от април 2017 г.). Общата му площ – 37 062,6 км².